# Achlum
Achlum is een terpdorp in  de gemeente Waadhoeke, in de Nederlandse provincie Friesland. Achlum ligt ten zuidoosten van Harlingen en ten zuidwesten van Franeker aan de Slachtedijk en de Achlumervaart. In 2023 telde het dorp 590 inwoners. De buurtschap Sopsum ligt in hetzelfde postcodegebied als Achlum.

## Geschiedenis
Achlum is in de Middeleeuwen ontstaan op een terp, die later deels werd afgegraven voor uitbreidingen. Vanaf de 14e eeuw werd de plaats vermeld als Echtlum, Achlim en Achtlum. Het is onduidelijk waarnaar de plaatsnaam precies verwijst, mogelijk duidt het op de woonplaats van ene Achtele.
Voor de gemeentelijke herindelingen in 1984 lag het dorp in de gemeente Franekeradeel en daarna tot 2018 in de gelijknamige fusiegemeente Franekeradeel.
Achlum had tot 2007 een dorpswinkeltje, de Spar.

## Bezienswaardigheden en monumenten
Een deel van Achlum is een beschermd dorpsgezicht, een van de beschermde stads- en dorpsgezichten in Friesland. Verder zijn er in het dorp enkele tientallen rijksmonumenten. 
Ten noorden van Achlum staat de Stinspoort van het slot Groot Deersum. De poort is in 1658 gebouwd van gele baksteen en is voorzien van twee trapgevels. De Gertrudiskerk werd gebouwd in de 12e eeuw. De toren is in de 15e eeuw gebouwd en heeft in 1789 een houten bekroning gekregen. De huidige entree dateert uit 1860 en is in 2011 vervangen. Naast de kerk staat een monumentale 18e-eeuwse kop-hals-rompboerderij
Buiten de dorpskern bevindt zich de in 2007 geheel gerestaureerde Achlumer Molen, in bezit van Stichting De Fryske Mole. 

## Bevolkingsontwikkeling
| 1999 | 2002 | 2003 | 2004 | 2008 | 2009 | 2014 | 2018 | 2019 | 2021 | 2023 |
| ---- | ---- | ---- | ---- | ---- | ---- | ---- | ---- | ---- | ---- | ---- |
| 652  | 674  | 664  | 666  | 652  | 635  | 629  | 611  | 595  | 595  | 590  |

## Conventie van Achlum

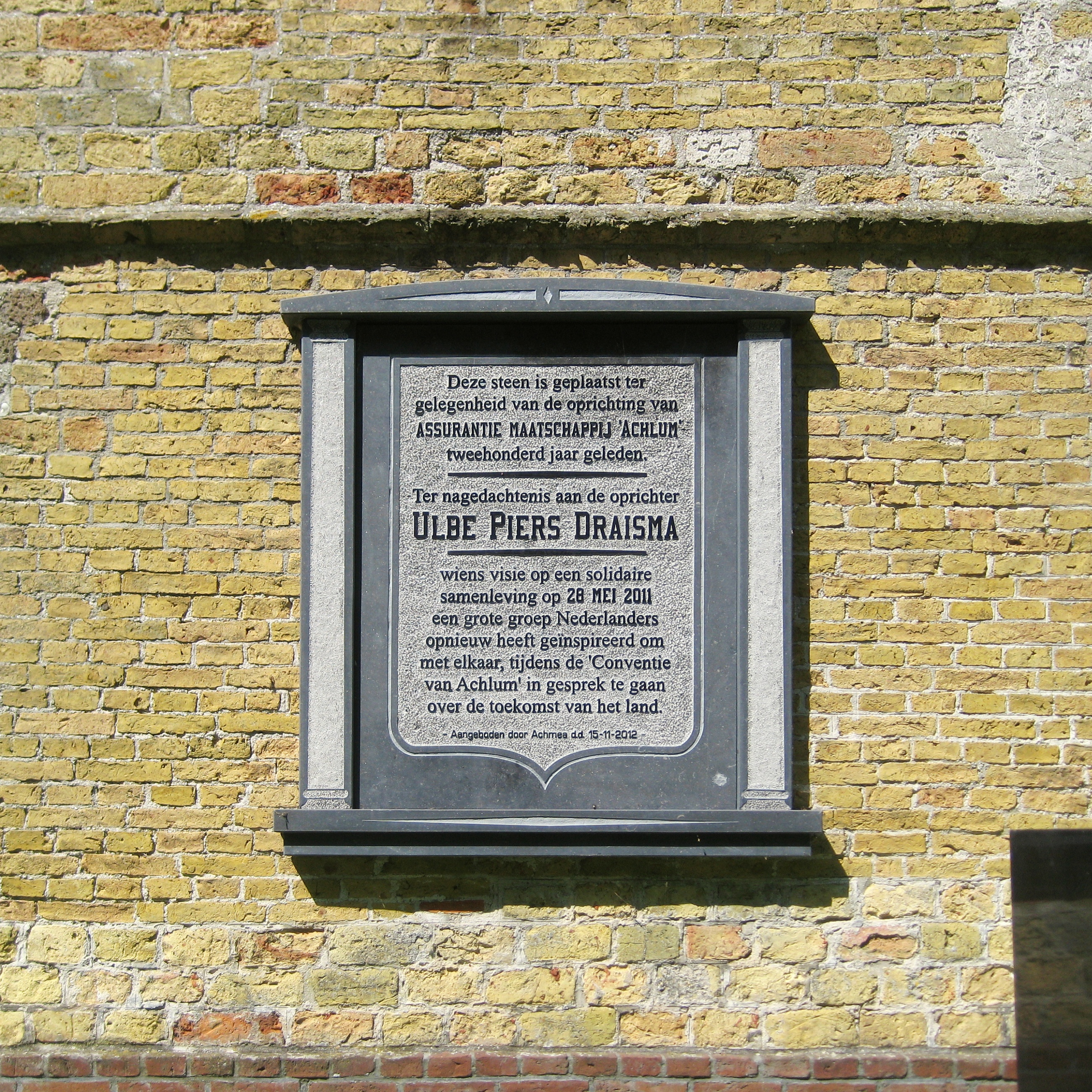
Gedenksteen voor Ulbe Piers Draisma in de zuidgevel van de Gertrudiskerk, aangebracht ter gelegenheid van de in 2011 gehouden Conventie van Achlum (foto: 2014)

Om te vieren dat de verre voorloper van de verzekeringsmaatschappij Achmea tweehonderd jaar geleden door Ulbe Piers Draisma in Achlum werd opgericht, organiseerde het bedrijf op 28 mei 2011 de Conventie van Achlum over 'de toekomst van Nederland'. Op deze manifestatie, die 2500 gasten trok, traden een groot aantal artiesten, sportlieden en politici op, waaronder Femke Halsema, de Limburgse band Rowwen Hèze, Hans Wiegel, Bas Heijne, Foppe de Haan, Riemer van der Velde en Bill Clinton, oud-president van de Verenigde Staten. De bewoners van het dorp werden bij de festiviteiten betrokken.
Bill Clinton hield een verhaal waarin onder meer Neanderthalers, de Hubble-telescoop, het vergrijsde Japan en het afbrokkelende Griekenland voorbijkwamen. Hij riep de toehoorders op om een uniek Nederlands antwoord te vinden voor moderne solidariteit. Achmea betaalde Clinton hiervoor een bedrag van 600 duizend dollar (ongeveer 440 duizend euro), wat de op drie na hoogste vergoeding was die hij van 2001 tot en met 2013 ontving voor zijn speeches die hij op uitnodiging hield.

## Sport

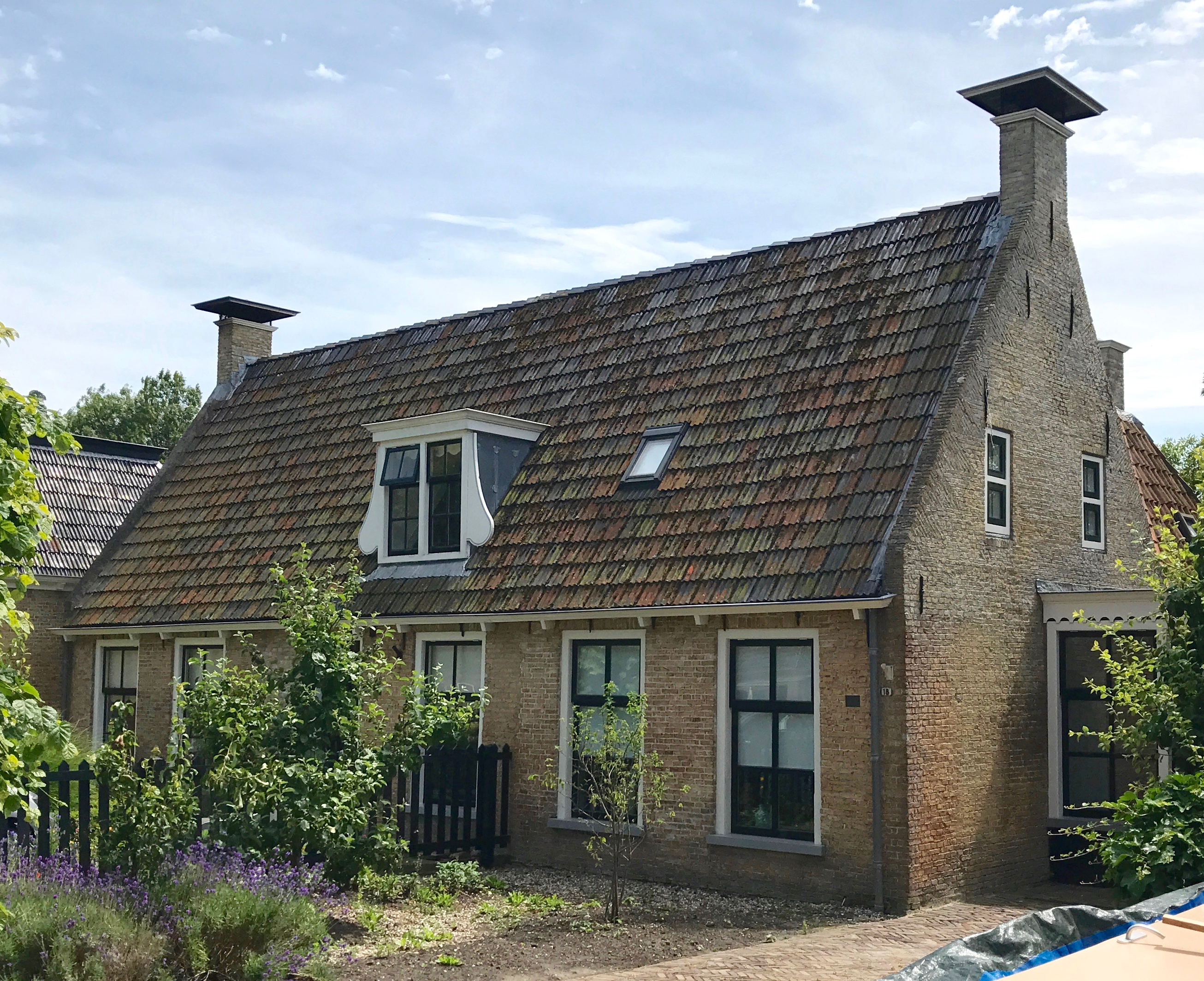
Woonhuis uit de 19e eeuw

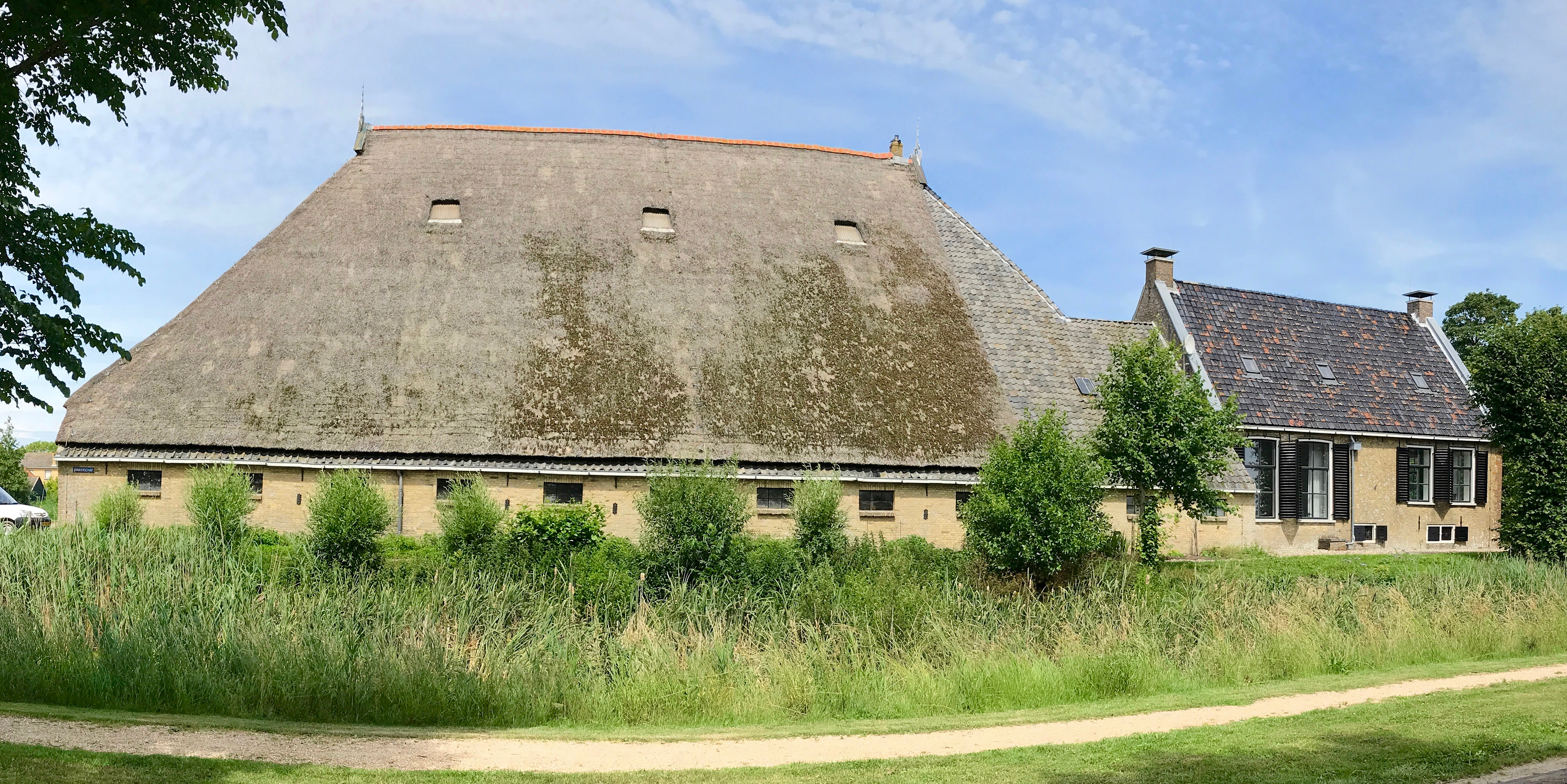
Boerderij De Kloosterplaats

Het dorp heeft een sportpark, waarop de voetbalvereniging Stormvogels '64 een veld heeft. Achter de kerk ligt het kaatsveld. Daarnaast heeft de plaats ook een natuurijsbaan.

## Onderwijs
Het dorp heeft onderwijs gekend, al in de 16e eeuw is er sprake van een school. In 1966 werd de basisschool Rehoboth geopend. Deze school fuseerde in 2011 met de school van Hitzum om te kunnen overleven. De school in Hitzum werd gesloten. In 2016 vond er wederom een fusie plaats tussen Rehoboth en Bongerd, welke verder gingen als It iepen finster.

## Bekende (ex-)inwoners
- Hans van der Togt (1947), presentator[5]

### Geboren in Achlum
- Willem Hellema (1831-1906), burgemeester.
- Doeke Hz Hellema (1828-1907), marinearts
- Arjen Draisma de Vries (1843-1936), fabrikant en politicus
- Tjalling van den Bosch (1955), sporter en dammer

### Overleden in Achlum
- Jitze Pieter van Dijk, 1922-1945 verzetsstrijder

Steden, dorpen en gehuchten: Achlum · Baijum · Beetgum · Beetgumermolen · Berlikum · Blessum · Boer · Boksum · Deinum · Dongjum · Dronrijp · Engelum · Firdgum · Franeker · Herbaijum · Hitzum · Klooster-Lidlum · Marssum · Menaldum · Minnertsga · Nij Altoenae · Oosterbierum · Oudebildtzijl · Peins · Pietersbierum · Ried · Ritsumazijl · Schalsum · Schingen · Sexbierum · Sint Annaparochie · Sint Jacobiparochie · Slappeterp · Spannum · Tzum · Tzummarum · Vrouwenparochie · Welsrijp · Westhoek · Wier · Winsum · Zweins

Buurtschappen: Arkens · Bonkwerd · Dijkshoek · Doijum · Fatum · Hatsum · Hemmemabuurt · Het Hooghout · Kie · Kiesterzijl · Kingmatille · Klooster Anjum · Koehool · Laakwerd · Lutjelollum · Miedum · Nieuwebildtzijl · Oosterend · Oosthoek · Rewerd (deels) · Roptazijl (deels) · Salverd · Schildum · Sopsum · Stad Niks · Tolsum · Tritzum · Tjeppenboer · Vrouwbuurtstermolen (deels) ·  Weakens · Westerend · Zwarte Haan

Voormalige buurtschappen: Barrum · De Kampen · De Poelen · De Vlaren · Dijksterhuizen · Franjumerburen · Holprijp · Koum · Langwerd · Teetlum · Memerd · War 

Friesland: Steden en dorpen      Nederland: Provincies · Gemeenten